# 녹차원
녹차원은 '세계인과 함께 즐기는 건강한 한국의 차와 식음료'를 모토로 1992년 설립된 식품기업이다. ‘1095일의 기다림’,‘ 프리미엄티올레’, ‘아임생생’, ‘허니스토리’, ‘티플’ 등의 브랜드를 통해 유기농 녹차, 허브차, 유자차 등의 과실차, 율무차 등의 건강차와 식음료를 국내외 48개국에 공급하고 있다. 

## 연혁
1992 녹차원 설립
1997 녹차원(주)법인전환
2001 금산공장 설립
2003 ISO 9001:2000 인증
2004 전자동티백포장설비 C24 Crimped 도입
2005 벤처기업 인증
2006 ISO22000:2005 인증, 차전문점사업 시작
2007 월드비전 나눔협약(15주년 기념사업), 중기청 유망중소기업 선정, 조달청 차류 공급계약 체결
2008 이노비즈 인증(INNO-BIZ, 기술혁신형), USDA-NOP/EU ORGANIC 국제 유기농 인증
2009 유기가공식품 인증
2010 수출유망중소기업 선정
2011 안성공장 설립, 액상차 전자동라인 도입
2012 HACCP 인증(침출차, 가루녹차), 동행캠페인 시작(20주년 기념사업), 대표자 지식경제부장관 표창
2013 포천공장 설립
2014 면세점공급 시작
2015 HACCP 인증(액상차), 중기청 고성장(가젤형) 기업 지정, 섬김캠페인 시작
2016 FSSC 22000 인증, NEW CI 선포, 머니투데이 올해의 히트상품 선정(유기농순수녹차, 유기농현미녹차)
2017 KOTRA 수출혁신기업상, 농림축산식품부 파워브랜드 장관상, 하이 서울 우수상품브랜드 어워드(HIT 브랜드, 유기농녹차)
2018 대표자 철탑산업훈장 수훈, HACCP 인증(고형차), 삼진어묵 동반성장 업무제휴협약
2019 친환경 위생용품 사업 시작
2020 꽃담에프앤씨 동반성장 업무제휴협약
2021 고흥공장 설립
2022 대표자 농림축산식품부 장관 표창
2023 국가대표 공동브랜드 '브랜드K' 선정, 농식품부 K-Food+ 수출탑 우수상 수상, 강소기업 인증, 월드비전 도너월 등재, 대표자 산업통상자원부 장관 표창
2024 서울카페쇼 엑셀런스 어워드 수상
2025 대표자 밀알복지재단 컴패니언클럽 후원자 선정

## 녹차원 CI 소개
녹차원의 상징적 의미
녹차(NOKCHA)는 건강, 휴식, 즐거움, 자연의 가치를 가진 소재이며, 원(WON)은 모가 없는 도형으로 지구의 모습을 나타내기도 하며 최고 혹은 하나라는 의미를 가지고 있다. 녹차원(NOKCHAWON)은 최고의 건강한 차와 식음료를 제공하려는 녹차원의 의지를 나타낸다. 'NOK CHA'는 한국어 발음으로 '녹차(Green tea)'를 의미한다.
녹차원 엠블럼의 상징 의미
녹차원의 엠블럼은 다원의 언덕이 가진 자연의 곡선을 프레임으로 디자인하고 푸른 차밭에 앉아있는 참새의 형상을 그래픽화하여 건강한 한국의 브랜드를 시각화하였다. 세리프를 강조한 워터마크는 트랜디하면서 클래식한 이미지를 주어 다양한 소비자를 위한 녹차원의 품격과 이미지를 담았다. 녹차원의 엠블럼에는 참새가 등장한다. 한국의 녹차는 참새의 혀를 닮았다는 의미를 가진 작설(雀舌)로 불리기도 하며, 녹차원이 세계인과 함께 즐기는 건강한 한국의 차와 식음료 전문회사로 설립된 전통과 한국 차의 우수성을 상징한다.

## 사진

녹차원 사진 nokchawon photo
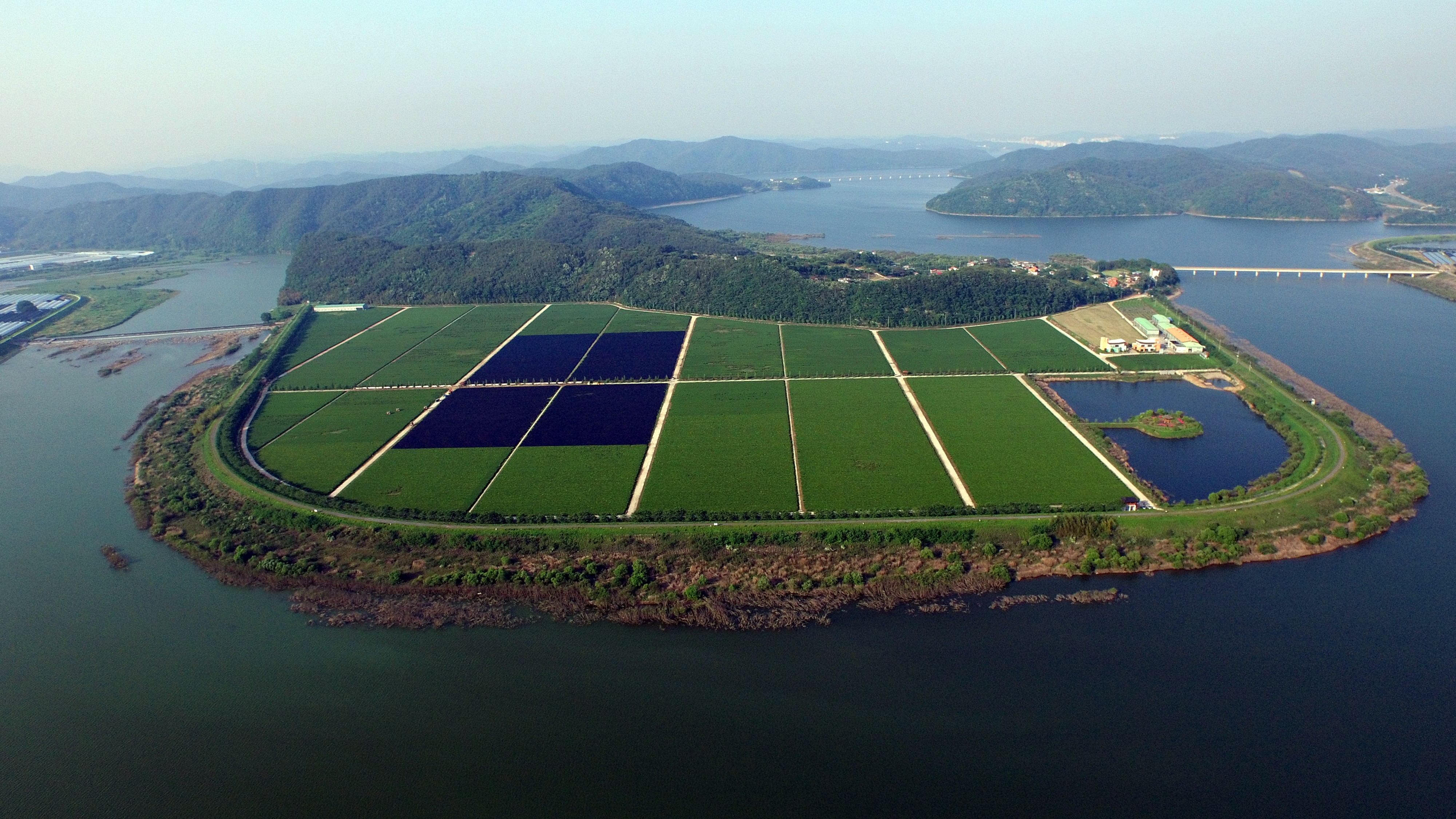
녹차원 다원
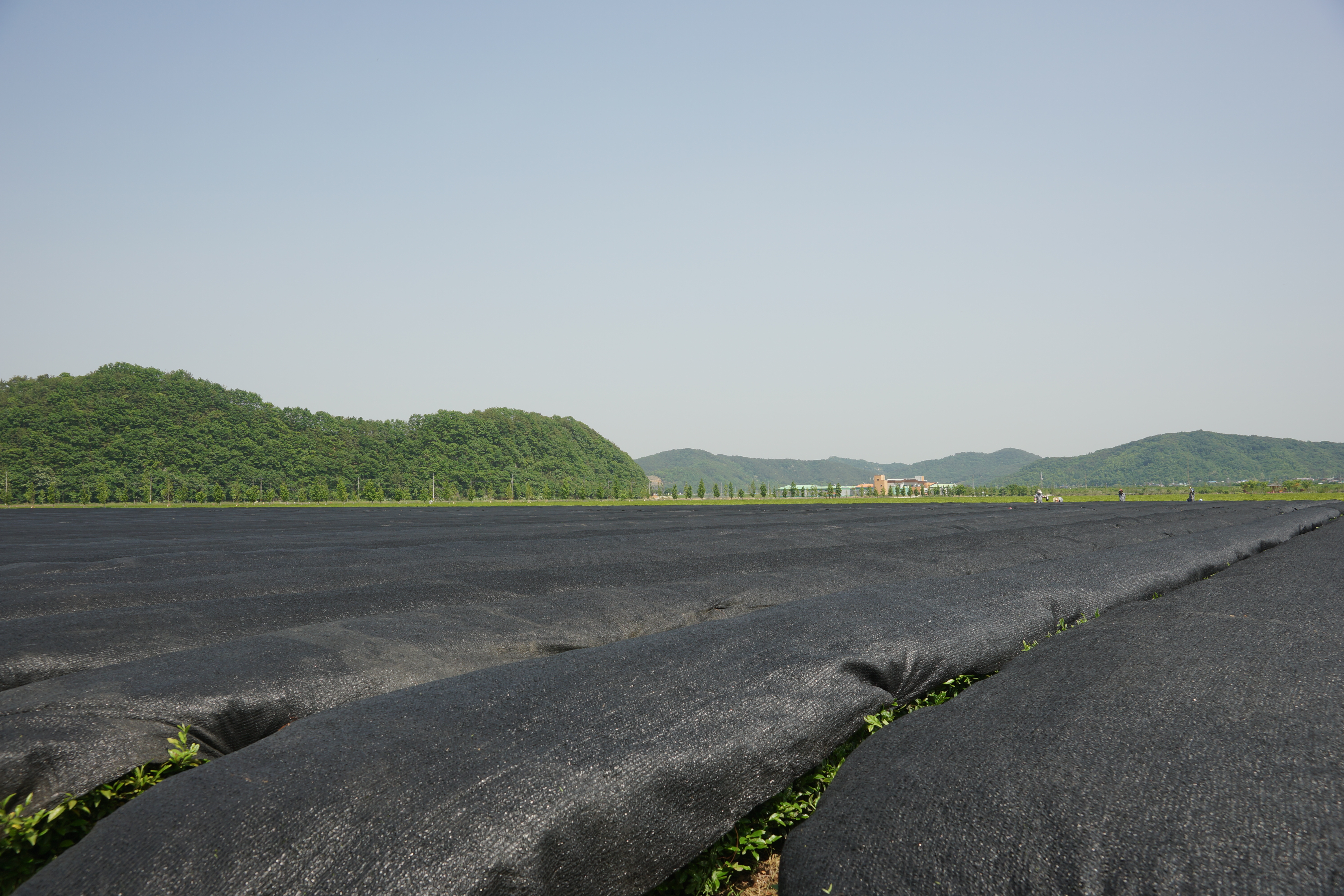
다원 차광재배
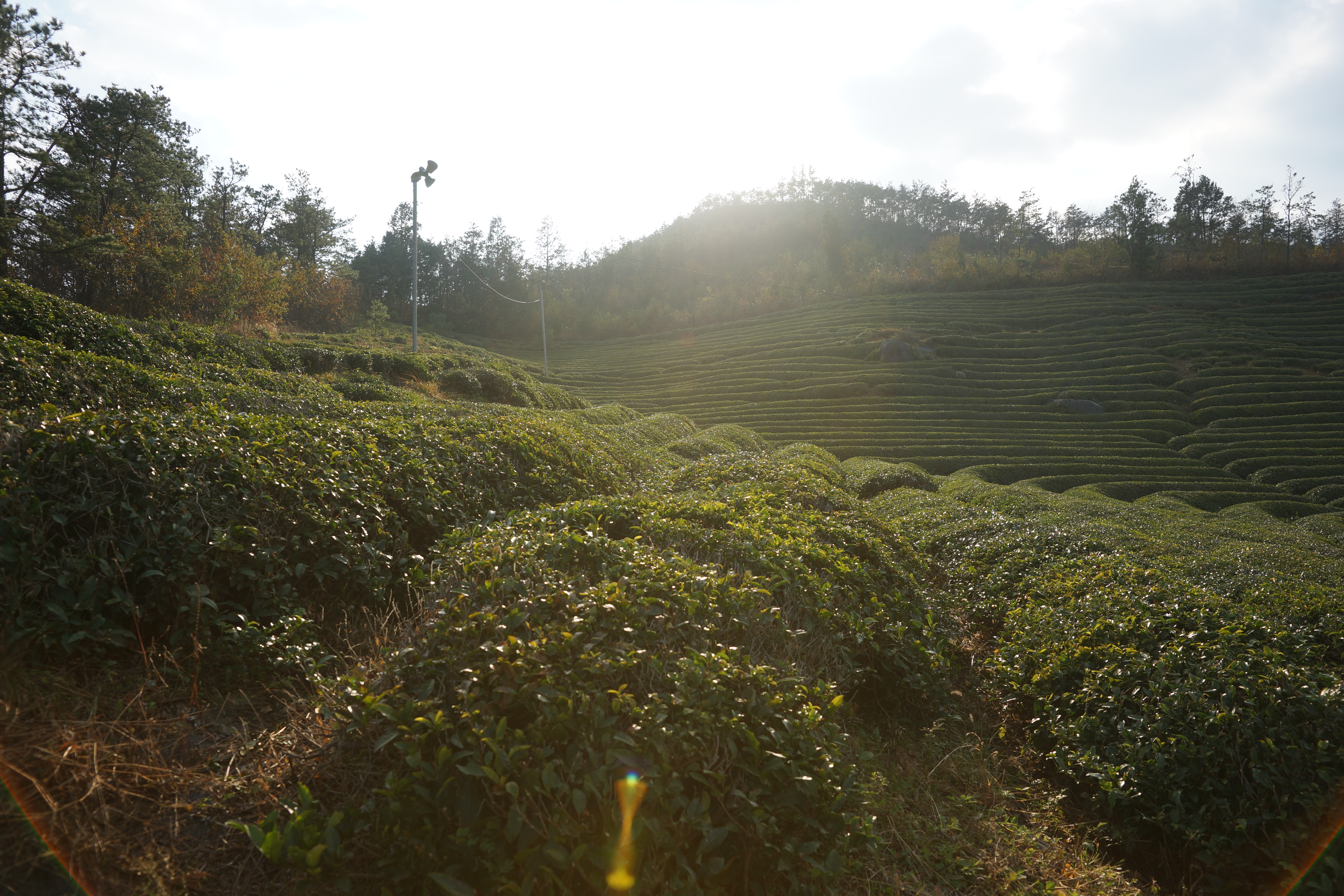
녹차원 보성다원
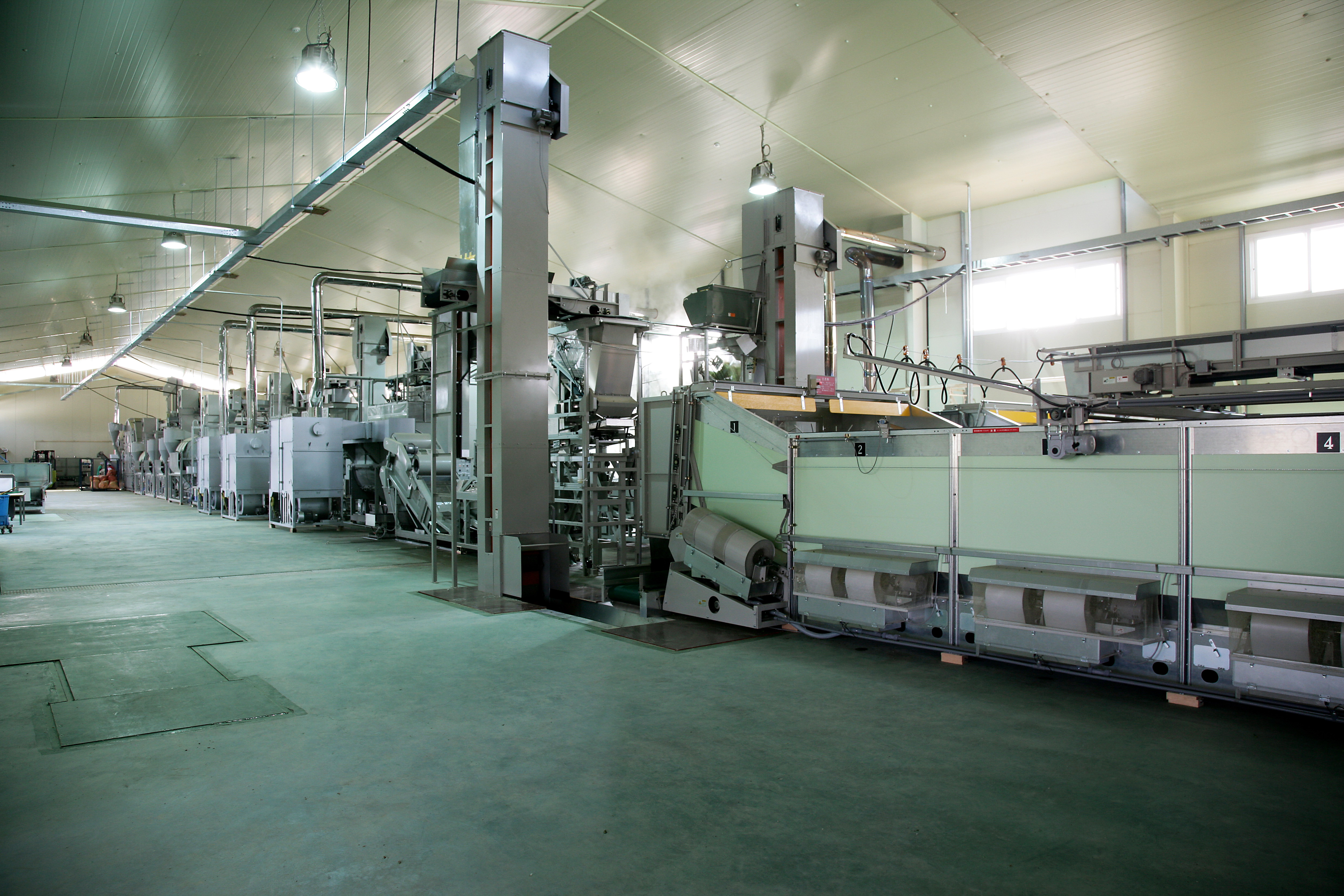
제다 라인
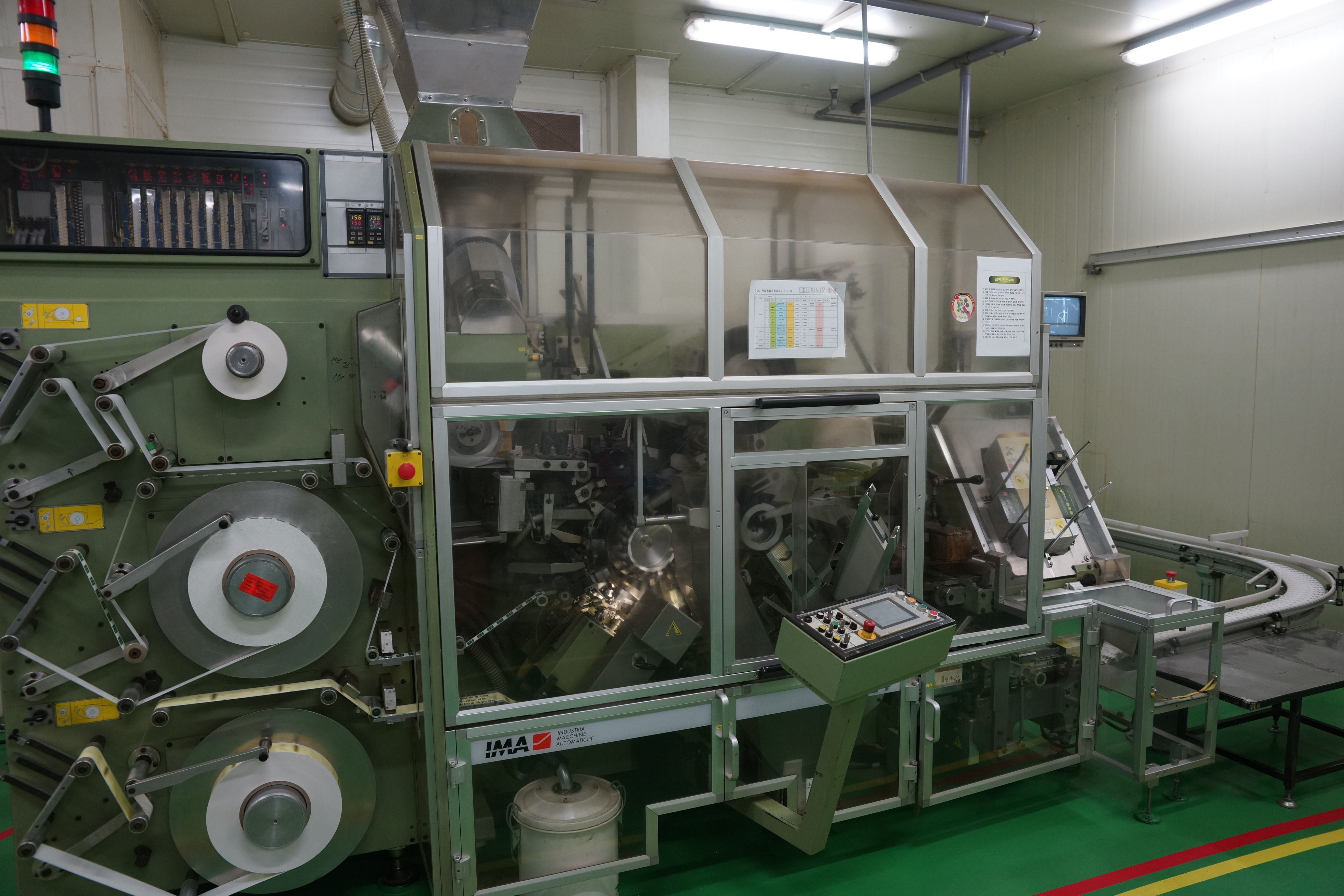
금산공장 티백포장 설비
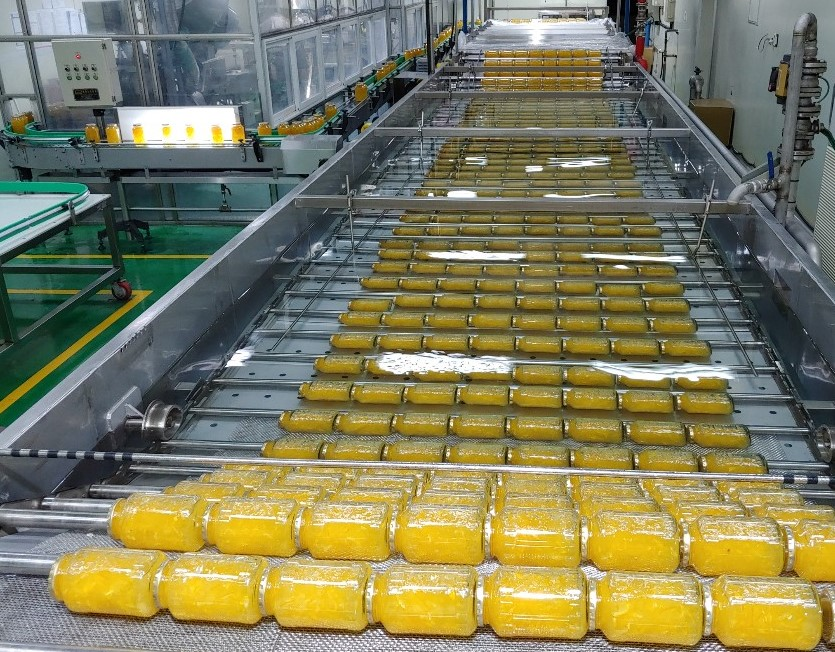
포천공장 유자차생산 설비

## 제품
녹차
- 대표제품
  - 녹차원 맛있는녹차 작설

- 잎차
  - 녹차원 1095일의기다림 유기농녹차 중작
  - 녹차원 1095일의기다림 유기농녹차 작설
  - 녹차원 작설중작증제차
  - 녹차원 작설덖음차
  - 녹차원 새엽차

- 피라미드백
  - 녹차원 1095일의기다림 유기농녹차 작설

- 티백
  - 녹차원 1095일의기다림 국내산유기농순수녹차
  - 녹차원 1095일의기다림 국내산유기농현미녹차
  - 녹차원 제주의봄작설차
  - 녹차원 한라산작설차
  - 녹차원 국내산현미녹차
  - 녹차원 냉현미녹차

- 가루차
  - 녹차원 1095일의기다림 유기농가루녹차
  - 녹차원 국내산가루녹차

- 카페용 가루차
  - 녹차원 차광가루녹차
  - 녹차원 그린티파우더 8%
  - 녹차원 그린티파우더 15%

- 카페용 액상제품
  - 녹차원 녹차시럽 그린티베이스

발효(산화)차
- 녹차원 국내산우롱차
- 녹차원 밀크향가득우롱차
- 녹차원 보이차
- 녹차원 얼그레이
- 녹차원 잉글리쉬브렉퍼스트

티백차
- 전통차, 건강차
  - 녹차원 국내산둥굴레차
  - 녹차원 팔방미인 옥수수수염차
  - 녹차원 팔방미인 우엉차
  - 녹차원 헛개나무차
  - 녹차원 호박팥차
  - 녹차원 작두콩차
  - 녹차원 대추계피차
  - 녹차원 연자육차
  - 녹차원 노니차
  - 녹차원 도라지생강차
  - 녹차원 도라지차
  - 녹차원 국화차
  - 녹차원 구수한둥굴레차
  - 녹차원 여주차
  - 녹차원 그라비올라차
  - 녹차원 명월초차
  - 녹차원 국내산뽕잎차
  - 녹차원 건강가득 귤피차
  - 녹차원 건강가득 도라지차
  - 녹차원 건강가득 돼지감자차
  - 녹차원 그대로 유자차
  - 녹차원 그대로 호박차

- 허브차
  - 녹차원 페퍼민트허브차
  - 녹차원 캐모마일허브차
  - 녹차원 루이보스허브차
  - 녹차원 쟈스민허브차
  - 녹차원 레몬그라스
  - 녹차원 레몬머틀
  - 녹차원 레몬밤허브차
  - 녹차원 히비스커스차
  - 녹차원 핑거루트티
  - 녹차원 마테차
  - 녹차원 캐모마일허니티
  - 녹차원 유기농페퍼민트
  - 녹차원 유기농라벤더
  - 녹차원 유기농로즈마리
  - 녹차원 유기농루이보스
  - 녹차원 유기농캐모마일

- 콜라보
  - 녹차원X삼진어묵 어묵국물티 오리지날
  - 녹차원X삼진어묵 어묵국물티 매운맛

침출차(원물제품)
- 녹차원 구수한보리차
- 녹차원 구수한결명자차
- 녹차원 구수한옥수수차
- 녹차원 도라지차
- 녹차원 돼지감자차
- 녹차원 우엉차

분말차, 분말제품
- 분말(스틱 타입)
  - 녹차원 호두아몬드율무차
  - 녹차원 단호박마차
  - 녹차원 생강차
  - 녹차원 보명한차
  - 녹차원 쌍화차
  - 녹차원 도라지생강차
  - 녹차원 생강대추배차
  - 녹차원 검은콩참깨차
  - 녹차원 햄프시드하루곡물차
  - 녹차원 미숫곡물차
  - 녹차원 팥알이통통달콤팥차
  - 녹차원 비타오미자차
  - 녹차원 밀크티
  - 녹차원 치즈가들어간우유맛스틱
  - 녹차원 통곡물율무차
  - 녹차원 통곡물마차

- 여름 분말제품(스틱 타입)
  - 녹차원 석류오미자에이드
  - 녹차원 라임에이드
  - 녹차원 시원한율무차
  - 녹차원 시원한팥차

- 분말(지퍼백 타입)
  - 녹차원 레몬밤추출분말
  - 녹차원 보이차추출분말
  - 녹차원 모링가잎분말

액상차, 음료베이스
- 아임생생(슬라이스 과일차)
  - 녹차원 아임생생 레몬
  - 녹차원 아임생생 자몽
  - 녹차원 아임생생 레몬생강
  - 녹차원 아임생생 레몬라즈베리

- 병 타입
  - 녹차원 차다움 꿀유자차
  - 녹차원 꿀생강차
  - 녹차원 꿀모과차
  - 녹차원 꿀레몬차
  - 녹차원 꿀자몽차
  - 녹차원 배도라지차
  - 녹차원 레몬생강차

- 포션 타입
  - 녹차원 유자차
  - 녹차원 레몬차
  - 녹차원 자몽차
  - 녹차원 오미자
  - 녹차원 진홍삼차

- 액상스틱 타입
  - 녹차원 아이돌워터스틱
  - 이지케어 홍삼헛개
  - 이지케어 석류콜라겐

- 파우치 타입
  - 녹차원 꿀유자차
  - 녹차원 석류차
  - 녹차원 레몬생강차
  - 녹차원 오미자
  - 녹차원 꿀인삼차

- 스파우트파우치 타입
  - 녹차원 히비스커스석류
  - 녹차원 노니후루츠

- PET 타입
  - 녹차원 헛개열매차(희석용)

- RTD 타입
  - 녹차원 블루레몬에이드
  - 녹차원 복숭아아이스티
  - 녹차원 블루베리아이스티

인삼차, 홍삼차
- 녹차원 고려인삼차
- 녹차원 고려홍삼차
- 녹차원 진홍삼차(포션 타입)

벌꿀, 시럽
- 벌꿀
  - 녹차원 잡화꿀
  - 녹차원 아카시아꿀
  - 녹차원 사양벌꿀
  - 녹차원 펌핑꿀
  - 녹차원 테이블허니

- 시럽
  - 녹차원 흑당시럽(포션, 용기 타입)
  - 녹차원 밀크티카페베이스
  - 녹차원 녹차시럽그린티베이스

커피
- 녹차원 연유라떼
- 휘게프 아메리카노
- 휘게프 콜드브류블랜딩

과채주스
- 녹차원 NFC 석류착즙액100
- 녹차원 NFC 착즙주스ABC주스
- 녹차원 술탄오브더깔라만시
- 녹차원 깔라만시100
- 녹차원 노니원액100

친환경위생용품
- 생분해성 PLA제품
  - PLA빨대
- 우드제품
  - 우드스틱
  - 우드포크
  - 우드스푼
  - 우드나이프

## 녹차원 CSR 활동
녹차원은 차와 음료는 통해 식수의 영역인 물을 보다 건강하고 맛있게 제공하려는 목적의 주 사업을 하고 있다. 이와 대비되어 차를 우려낼 깨끗한 식수도 부족한 물에 대한 지구촌적 불균형이 존재한다. 녹차원은 창립 15주년(2007년) 기념사업으로 국제구호개발NGO 월드비전과 아프리카와 제3세계에 대한 식수위생사업인 나눔캠페인을 시작했다. 나눔캠페인은 깨끗한 물이 부족한 지역에 주로 70m 이상의 깊이를 가지는 깊은 우물(Borehole) 형태의 사업을 후원하여, 식수부족과 수인성 질병에서 기인하는 높은 사망률을 감소시킬 수 있는 안전한 식수원 제공을 의도하고 있다. 녹차원의 지속적인 식수위생사업으로 2023년 5월 월드비전 도너월에 등재되기도 했다.
녹차원은 창립 20주년(2012년) 기념사업으로 10명의 직원마다 1명의 어린이를 결연하여, 한 아이가 자라 성인으로 자립할 때까지 후원하는 것을 목표로 하는 동행캠페인을 진행하고 있다. 후원은 한국 전쟁 고아들을 돕기 위해서 시작된 컴패션을 통해 이루어지며, 직접 어린이를 선택하지 않고 후원기관에서 결연되지 않은 아이를 지정받아 진행한다.
녹차원은 2020년부터 발달장애인의 자립을 돕는 말알복지재단의 굿윌스토어도 지속적으로 후원하고 있다.

## 사전 찾아보기
- 녹차